# Великий Двор (Алмозерское сельское поселение)
Вели́кий Двор — деревня в Вытегорском районе Вологодской области.
Входит в состав Алмозерского сельского поселения, с точки зрения административно-территориального деления — в Алмозерский сельсовет.
Расстояние по автодороге до районного центра Вытегры — 49,5 км, до центра муниципального образования посёлка Волоков Мост — 12,5 км. Ближайшие населённые пункты — Конецкая, Новостройка, Старцево.
По переписи 2002 года население — 2 человека.